# Sonnenstein
Sonnenstein település Németországban, azon belül Türingiában. Lakosainak száma 4338 fő (2023. december 31.).

## Népesség
A település népességének változása:
| Lakosok száma | 4556 | 4531 | 4433 | 4400 | 4338 |
|               | 2017 | 2019 | 2021 | 2022 | 2023 |